# سرگردان (فیلم)
سرگردان (به هندی: Sarphira) فیلمی محصول سال ۱۹۹۲ و به کارگردانی آشوک گایکواد است. در این فیلم بازیگرانی همچون وینود مهرا، سانجی دات، مادهوی، سومیت سایگال، کیم کاتکار، کارن جونجا، انوپم کهیر، سوشما ست و شاکتی کاپور ایفای نقش کرده‌اند.